# گمینا تژبیل
گمینا تژبیل (به لهستانی:  Gmina Trzebiel) یک گمینا در لهستان است که در شهرستان ژاری واقع شده‌است.
 گمینا تژبیل ۱۶۶٫۵۹ کیلومتر مربع مساحت و ۵٬۷۵۳ نفر جمعیت دارد.